# ポストイナ
ポストイナ（Postojna, ドイツ語：Adelsberg, イタリア語：Postumia）は、スロベニアの町であり、そして地方行政区画としての市でもある。

## 概要
1918年から1945年の間は、ポストイナはイタリア語での地名ポストゥーミア Postumia としても知られていた。
町の近くには有名な観光地である、全長約20Kmの巨大なポストイナ鍾乳洞がある。そして、ポストイナ鍾乳洞から約9Km離れたところにプレッドヤムスキ城がある。ポストイナ鍾乳洞は、17世紀にヤネス・ヴァイカルト・ヴァルヴァソル Janez Vajkard Valvasor が初めて記述し、そして、洞窟のさらなる奥の部分をルカ・チェーチが探検した。洞窟にはホライモリ (Proteus anguinus) という盲目の両生類がいる。ホライモリは皮膚が肌色のため類人魚とも呼ばれている。

## 出身者
- ボルト・パホル- 政治家